# Straszówek
Straszówek [pronunciación en polaco: /straˈʂuvɛk/] es un pueblo ubicado en el distrito administrativo de Gmina Rozprza, dentro del Distrito de Piotrków, Voivodato de Łódź, en Polonia central. Se encuentra aproximadamente a 5 kilómetros al este de Rozprza, a 13 kilómetros al sur de Piotrków Trybunalski, y a 58 kilómetros al sur de la capital regional Łódź.